# Atylus borealis
Atylus borealis is een vlokreeftensoort uit de familie van de Atylidae. De wetenschappelijke naam van de soort is voor het eerst geldig gepubliceerd in 1994 door Bousfield & Kendall.